# Одеська група
Одеська група — група митців у вигнанні та дисидентів, яка отримала свою назву від українського міста Одеса .
До неї належать:
- Андрій Антонюк (1943—2013)
- Олександр Ануфрієв (1940—2024)
- Валерій Басанець (нар. 1941)
- Олег Волошинов (1936—2020)
- Люсьєн Дульфан (нар. 1942)
- Юрій Єгоров (1926—2008)
- Михайло Ковальський
- Руслан Макоєв
- Віктор Маринюк (нар. 1939)
- Володимир Наумець
- Микола Новіков (1936—1997 )
- Євген Рахманін
- Сергій Савченко (нар. 1949)
- Василь Сад
- Віталій Сазонов (1947—1986)
- Олег Соколов (1919—1990)
- Микола Степанов (1937—2003)
- Олександр Стовбур (1943—2019)
- Володимир Стрельников
- Станіслав Сичов (1937—2003)
- Валентин Хрущ (1943—2005)
- Володимир Цюпко
- Валентин Шапавленко
- Людмила Ястреб (1945—1980)